# Nicole Courcel
Nicole Courcel właśc. Nicole Marie-Anne Andrieux (ur. 21 października 1931, zm. 25 czerwca 2016) – francuska aktorka filmowa i telewizyjna.

## Biografia
Urodziła się w Saint-Cloud, na zachodnich przedmieściach Paryża. Dzieciństwo spędziła ucząc się w katolickiej szkole. Wychowywana była przez babcię w małej miejscowości Martel. Jako aktorka debiutowała na deskach amatorskiego teatru. Potem była statystką filmową. Jej pierwszą główną rolą była rola w filmie Spotkanie lipcowe (1949). W latach 1947–1979 zagrała w 43 filmach.
Głośnymi filmami z jej udziałem były m.in. Maria z portu (1950), Gdyby Wersal mógł mi odpowiedzieć (1954), Czarownica (1956) oraz Niedziele w Avray (1962),.
Od 1970 roku, występowała też w filmach i serialach telewizyjnych.

## Wybrana filmografia[1]
- 1949: Spotkanie lipcowe (Rendez-vous de juillet)
- 1950: Maria z portu (La Marie du port)
- 1954: Tata, mama, gosposia i ja (Papa, maman, la bonne et moi…)
- 1954: Gdyby Wersal mógł mi odpowiedzieć (Si Versailles m’était conté)
- 1954: Przy drzwiach zamkniętych (Huis clos)
- 1955: Tata, mama, moja kobieta i ja (Papa, maman, ma femme et moi…)
- 1956: Klub kobiet (Club de femmes)
- 1956: Czarownica (La sorcière)
- 1960: Przejście nad Renem (Le Passage du Rhin)
- 1961: Niech żyje Henryk IV.. niech żyje miłość (Vive Henri IV... vive l'amour!)
- 1962: Niedziele w Avray (Les dimanches de Ville d’Avray)
- 1966: Stworzenia (Les créatures)
- 1967: Noc generałów (The Night of the Generals)
- 1972: Przygoda jest przygodą (L’aventure, c’est l’aventure)
- 1974: Policzek (La gifle)